# Andrzej Sokołowski
Andrzej Sokołowski   (Komorzno, 23 de novembre de 1948) fou un jugador d'handbol polonès que va competir durant les dècades de 1960 i 1970.
El 1972 va prendre part en els Jocs Olímpics de Múnic, on fou desè en la competició d'handbol. Quatre anys més tard, als Jocs de Mont-real, guanyà la medalla de bronze en la mateixa competició.
Entre 1968 i 1976 va jugar 146 partits amb la selecció nacional d'handbol. A nivell de clubs guanyà cinc edicions de la lliga polonesa (1972, 1973, 1974, 1975, 1976), dues de la copa polonesa (1969, 1976) i una lliga (1979) i copa belgues (1978).